# Ильино (Дмитровский городской округ)
Ильино — село в Дмитровском городском округе Московской области России. До 2018 года входило в состав сельского поселения Якотское Дмитровского района. Население — 47 чел. (2010).

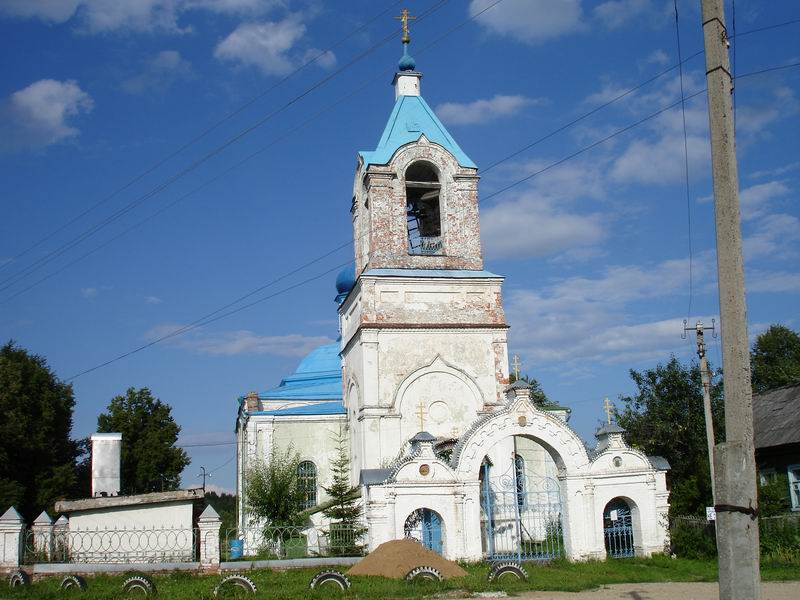
Церковь Покрова Богородицы.

В селе действует Покровская церковь 1868 года постройки, работа архитектора Николая Николаевича Благовещенского.

## Расположение
Село расположено в северо-восточной части района, у границы с Сергиево-Посадским, примерно в 20 км к северо-востоку от Дмитрова, на водоразделе Вели и притока Дубны Шибовки, высота центра над уровнем моря 175 м. Ближайшие населённые пункты — Ольявидово на западе, Измайлово на севере и Новое Сельцо на юго-востоке.

## История
Село Ильино, деревни Новое сельцо и Шабаново принадлежали Переславль-Залесскому Горицкому монастырю. 
В 1926 году согласно Всесоюзной переписи в селе Ильино Тимоновской волости Дмитровского уезда числилось 49 крестьянских хозяйств. Жителей числилось 245 человек (116 мужчины и 129 женщин).
До 1929 году — центр Ильинского сельсовета, затем становится центром укрупнённого Слободищенского сельсовета Дмитровского района. До 2006 года Ильино входило в состав Слободищевского сельского округа.

## Население
| 2002 | 2006 | 2010 |
| ---- | ---- | ---- |
| 38   | ↗45  | ↗47  |